# For All I Care
For All I Care è il sesto album in studio del gruppo The Bad Plus, uscito il 20 ottobre 2008 in Europa e il 3 febbraio 2009 negli Stati Uniti d'America. Ospite del trio la cantante di Minneapolis Wendy Lewis, che aveva già collaborato precedentemente con il batterista David King.  Questo rappresenta l'unico lavoro discografico del trio in cui sono del tutto assenti brani originali; difatti il disco è composto esclusivamente da reintepretazioni di alcuni classici della musica leggera e da brani di compositori del novecento come György Ligeti e Igor Stravinsky.

## Tracce
1. Lithium – 4:46 (Kurt Cobain)
2. Comfortably Numb – 6:41 (David Gilmour/Roger Waters)
3. Fém (Etude No. 8) – 3:20 (György Ligeti)
4. Radio Cure – 6:40 (Jay Bennett/Jeff Tweedy)
5. Long Distance Runaround – 3:43 (Jon Anderson)
6. Semi-Simple Variations – 3:32 (Milton Babbitt)
7. How Deep Is Your Love – 3:39 (Barry Gibb/Maurice Gibb/Robin Gibb)
8. Barracuda – 3:21 (Ann Wilson/Michael DeRosier/Nancy Wilson/Roger Fisher)
9. Lock, Stock and Teardrops – 4:08 (Roger Miller)
10. Variation d'Apollon – 4:33 (Igor Stravinsky)
11. Feeling Yourself Disintegrate – 4:47 (Michael Ivins/Steven Drozd/Wayne Coyne)
12. Semi-Simple Variations (Alternate Version) – 1:11 (Milton Babbitt)

## Formazione
- Ethan Iverson - pianoforte, campane
- Reid Anderson - contrabbasso, voce
- Dave King - batteria, voce
- Wendy Lewis - voce